# TNFSF12
TNFSF12 (англ. TNF superfamily member 12) – білок, який кодується однойменним геном, розташованим у людей на короткому плечі 17-ї хромосоми. Довжина поліпептидного ланцюга білка становить 249 амінокислот, а молекулярна маса — 27 216.
| 10         |  | 20         |  | 30         |  | 40         |  | 50         |
| ---------- |  | ---------- |  | ---------- |  | ---------- |  | ---------- |
| MAARRSQRRR |  | GRRGEPGTAL |  | LVPLALGLGL |  | ALACLGLLLA |  | VVSLGSRASL |
| SAQEPAQEEL |  | VAEEDQDPSE |  | LNPQTEESQD |  | PAPFLNRLVR |  | PRRSAPKGRK |
| TRARRAIAAH |  | YEVHPRPGQD |  | GAQAGVDGTV |  | SGWEEARINS |  | SSPLRYNRQI |
| GEFIVTRAGL |  | YYLYCQVHFD |  | EGKAVYLKLD |  | LLVDGVLALR |  | CLEEFSATAA |
| SSLGPQLRLC |  | QVSGLLALRP |  | GSSLRIRTLP |  | WAHLKAAPFL |  | TYFGLFQVH  |

A: Аланін

C: Цистеїн

D: Аспарагінова кислота

E: Глутамінова кислота

F: Фенілаланін

G: Гліцин

H: Гістидин

I: Ізолейцин

K: Лізин

L: Лейцин

M: Метіонін

N: Аспарагін

P: Пролін

Q: Глутамін

R: Аргінін

S: Серин

T: Треонін

V: Валін

W: Триптофан

Кодований геном білок за функціями належить до цитокінів, білків розвитку. 
Задіяний у таких біологічних процесах, як апоптоз, ангіогенез, диференціація клітин, альтернативний сплайсинг. 
Локалізований у клітинній мембрані, мембрані.
Також секретований назовні.